# Легчилова Ганна Олександрівна
Ганна Олександрівна Легчилова  (нар.. 22 грудня 1969, Мінськ, Білоруська РСР) — російська акторка театру і кіно, кінорежисерка та сценаристка.

## Життєпис
Ганна Легчилова народилася 22 грудня 1969 року в Мінську в родині білоруського поета-пісняра Олександра Легчилова, закінчила в Мінську Театральну академію, потім — Вищі режисерські курси (у Володимира Хотиненка). Перші ролі зіграла у різних білоруських фільмах.
Першою справжньою кінороботою, за її власним визнанням, є мелодрама Дмитра Астрахана «Перехрестя» (1998), де вона знялася разом з Леонідом Ярмольником.
Грає у виставах Московського театру імені Пушкіна.
У 2003 році дебютувала як режисерка-постановниця у фільмі «Смак вбивства».
Одружена з актором Ігорем Бочкіним. У лютому 2019 року повідомила, що в 2016 народила сина.

## Ролі в театрі
- «Подорожні в ночі»[6] — Ірина (Театр імені Пушкіна)
- «Минулого літа в Чулимську» — Кашкина (Театр імені Пушкіна)
- «Не такий як усі» (2012, реж. Ігор Бочкін, «АртСалон Театр»)

## Фільмографія

### Акторські роботи
| Рік  |   | Назва                                 | Роль                                                                                       |    |
| ---- | - | ------------------------------------- | ------------------------------------------------------------------------------------------ | -- |
| 1994 | ф | Епілог                                | іноземка                                                                                   | ру |
| 1994 | ф | Вальсуючі напевно                     | кореспондентка                                                                             | ру |
| 1995 | ф | Пейзаж з трьома купальницями          | знімалася                                                                                  | ру |
| 1998 | ф | Контракт зі смертю                    | Олена                                                                                      | ру |
| 1998 | ф | Перехрестя                            | Олена «Ляля» Олександрівна Морозова                                                        | ру |
| 2000 | ф | Алхіміки                              | Дол                                                                                        | ру |
| 2001 | с | Далекобійники                         | Зінька, офіціантка                                                                         | ру |
| 2001 | с | Дві долі                              | профорг з Іваново                                                                          | ру |
| 2002 | с | Дронго                                | Рита                                                                                       | ру |
| 2002 | ф | Жовтий карлик                         | Віка Морозова                                                                              | ру |
| 2002 | ф | Удар Лотоса 2: Солодка гіркота полину | знімалася                                                                                  | ру |
| 2003 | с | Жадана                                | по службі чоловіка Марії                                                                   | ру |
| 2003 | ф | Запам'ятайте, мене звуть Рогозін!     | Ірина Сотникова                                                                            | ру |
| 2003 | ф | Кіднеппінг                            | Юля                                                                                        | ру |
| 2004 | с | Близнюки                              | Шура Ібрагімова                                                                            | ру |
| 2005 | с | Полювання на ізюбра                   | Галина Скоросько                                                                           | ру |
| 2006 | с | Зачарована дільниця                   | Віра Мурзіна                                                                               | ру |
| 2006 | с | Карамболь                             | Лариса Вікторівна Малкіна, «Ключка»                                                        | ру |
| 2006 | с | Полювання на генія                    | Галя                                                                                       | ру |
| 2007 | с | Скажена                               | Світлана Богданова                                                                         | ру |
| 2007 | с | Диверсант. Кінець війни               | Олена Андріївна                                                                            | ру |
| 2007 | с | Межа бажань                           | Вєрка Сіміненко                                                                            | ру |
| 2008 | с | Батюшка                               | Марина                                                                                     | ру |
| 2008 | с | Багата і кохана                       | Лідія Сотоцька                                                                             | ру |
| 2008 | с | Візьми мене з собою                   | Тамара Квітко                                                                              | ру |
| 2008 | ф | Кровні узи                            | мати                                                                                       | ру |
| 2008 | с | Загальна терапія                      | Оксана Вікторівна Масюк                                                                    | ру |
| 2008 | с | Сині ночі                             | Ольга Дмитрівна Скворцова, дружина Павла Костянтиновича                                    | ру |
| 2009 | с | Візьми мене з собою 2                 | Тамара Квітко                                                                              | ру |
| 2010 | с | Дівич-вечір                           | Олена                                                                                      | ру |
| 2010 | с | Загальна терапія 2                    | Оксана Вікторівна Масюк                                                                    | ру |
| 2011 | с | Голубка                               | Роза Ключарёва                                                                             | ру |
| 2011 | ф | Салямі                                | Катерина Соломіна, «Салямі»                                                                | ру |
| 2011 | с | Манна небесна                         | Люба Савушкіна                                                                             | ру |
| 2011 | с | Зрада                                 | Катя Романенко                                                                             | ру |
| 2011 | с | Мисливці за діамантами                | Світлана Володимирівна Щолокова                                                            | ру |
| 2012 | с | Втеча 2                               | Зіна                                                                                       | ру |
| 2012 | ф | Серпень. Восьмого                     | мати Ксенії                                                                                | ру |
| 2013 | с | Жінки на межі                         | Клавдія Федорова                                                                           | ру |
| 2013 | с | Повороти долі                         | Тамара                                                                                     | ру |
| 2013 | ф | Я буду чекати тебе завжди             | Ольга                                                                                      | ру |
| 2014 | ф | Племяшка                              | Людмила Шалімова, мати Тані                                                                | ру |
| 2014 | с | Сестра моя, Любов                     | Ельвіра Володимирівна Потапова                                                             | ру |
| 2015 | ф | Принцип таліона                       | Галя                                                                                       | ру |
| 2015 | с | Павук                                 | Ніна Леонідівна Черняга, завідувачка лабораторії випуску продукту Держзнаку Держбанку СРСР | ру |
| 2016 | ф | Петрович                              | дружина Петровича                                                                          | ру |
| 2016 | ф | Втікач                                | Валентина                                                                                  | ру |
| 2017 | с | Цивільний шлюб                        | Люба                                                                                       | ру |
| 2017 | ф | Вівтар Тристана                       | Ніна Ольшанська                                                                            | ру |
| 2017 | с | Срібний бір                           | Віра                                                                                       | ру |
| 2018 | с | За крок від раю                       | Ірина                                                                                      | ру |
| 2019 | с | Дипломат                              | Люся, дружина Лучнікова                                                                    | ру |
| 2019 | с | На різних берегах                     | Олена                                                                                      | ру |
| 2020 | с | Проти течії                           | Марина                                                                                     | ру |

### Режисерські роботи
- 2003 — Смак вбивтва
- 2004 — Мара
- 2005 — Зграя
- 2010 — Дівич-вечір
- 2011 — Зрада
- 2013 — Квіти зла
- 2015 — Любовна мережа

### Сценарні роботи
- 2015 — Любовна мережа

### Озвучення
- 2005 — Зграя — Світлана — Агнеса Зелтиня